# Алкеева строфа
Алкеева строфа (известна и като Хорациева строфа) се нарича строфа в античното стихосложение. Смята се, че за първи път е употребена от древногръцкия поет Алкей, на чието име е и наречена. Състои от четири стиха. Първите два съдържат по единадесет срички (hendecasillabus), третият – девет (enneasyllabus), а четвъртият – десет (decasillabus). Съставена е от различни метрически стъпки, като схемата ѝ е следната:
Ū—U—Ū—UU—UŪ (11 срички)

Ū—U—Ū—UU—UŪ (11 срички)

U—U—Ū—U—U (9 срички)

—UU—UU—U—U (10 срички)

Използва се и в римската поезия, където е въведена от Хораций. По-късно някои поети-модернисти използват в силаботоническото стихосложение подобно изграждане, заменяйки дългите срички с ударени, а кратките с неударени. Може да се срещне в творчеството на Клопщок, Хьолдерлин, Брюсов и др.